# Agadez (region)
Agadez – region w północnym Nigrze. Stanowi największy z 7 regionów państwa. W 2011 roku zamieszkiwany był przez 511 188 mieszkańców. Siedzibą administracyjną jest miasto Agadez.

## Położenie
Region Agadez graniczy:
- na wschodzie z Czadem,
- na północy z Libią i Algierią,
- na zachodzie z Mali i regionem Tahoua,
- na południu z regionami: Maradi, Zinder i Diffa.

## Podział administracyjny
Region składa się z 3 departamentów:

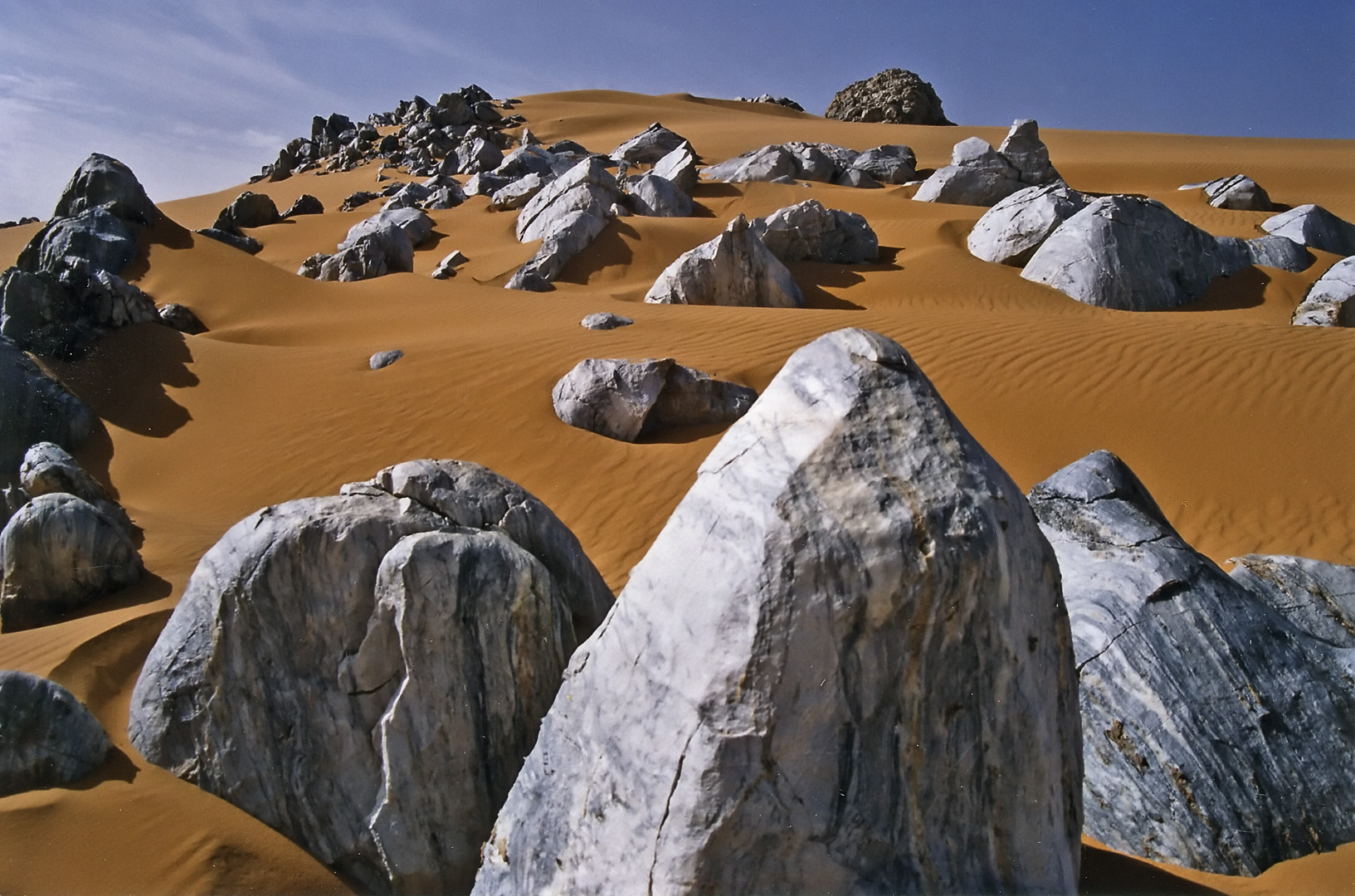
Wyżyna Aïr

|    | Nazwa departamentu | Ośrodek adm. | Powierzchnia (km²) | Liczba mieszkańców (2011) |
| -- | ------------------ | ------------ | ------------------ | ------------------------- |
| 1. | Arlit              | Arlit        | 216 774            | 156 024                   |
| 2. | Bilma              | Bilma        | 296 279            | 27 146                    |
| 3. | Tchirozérine       | Tchirozérine | 206 389            | 328 018                   |

## Demografia
Zmiany liczby ludności i struktury płci w latach 2006 – 2011:
|           | 2006    | 2007    | 2008    | 2009    | 2010    | 2011    |
| Razem     | 402 406 | 422 177 | 442 874 | 464 564 | 487 313 | 511 188 |
| Mężczyźni | 203 040 | 213 016 | 223 459 | 234 403 | 245 881 | 257 929 |
| Kobiety   | 199 366 | 209 161 | 219 415 | 230 161 | 241 432 | 253 259 |